# The City (The 1975)
The City è il primo singolo discografico del gruppo musicale inglese The 1975, pubblicato nel 2012.

## Descrizione
La canzone è stata scritta da George Daniel, Matthew Healy, Adam Hanne Ross MacDonald.
Essa è stata originariamente registrata per l'EP di debutto del gruppo, ovvero Facedown, uscito nell'agosto 2012. Una versione rifatta appare nell'EP IV, uscito nel maggio 2013, e nell'album The 1975, primo album in studio della band pubblicato nel settembre 2013. 
Il brano è presente nel videogioco FIFA 14.

## Tracce
1. The City – 3:26
2. The City (Instrumental) – 3:26